# Aeropuerto de Dangriga

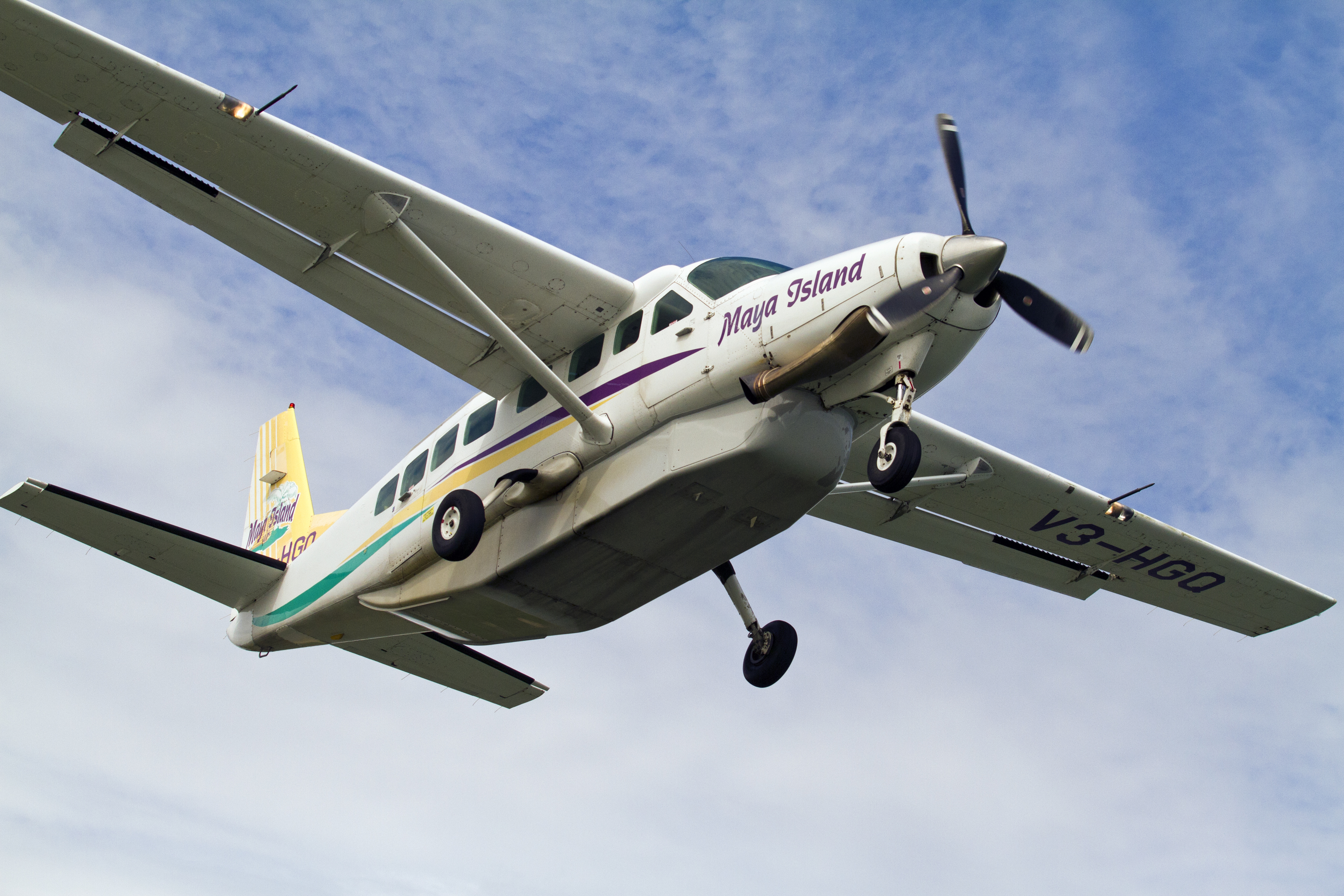
Cessna Caravan (V3-HGO) de Maya Island Air aterrizando en Dangriga

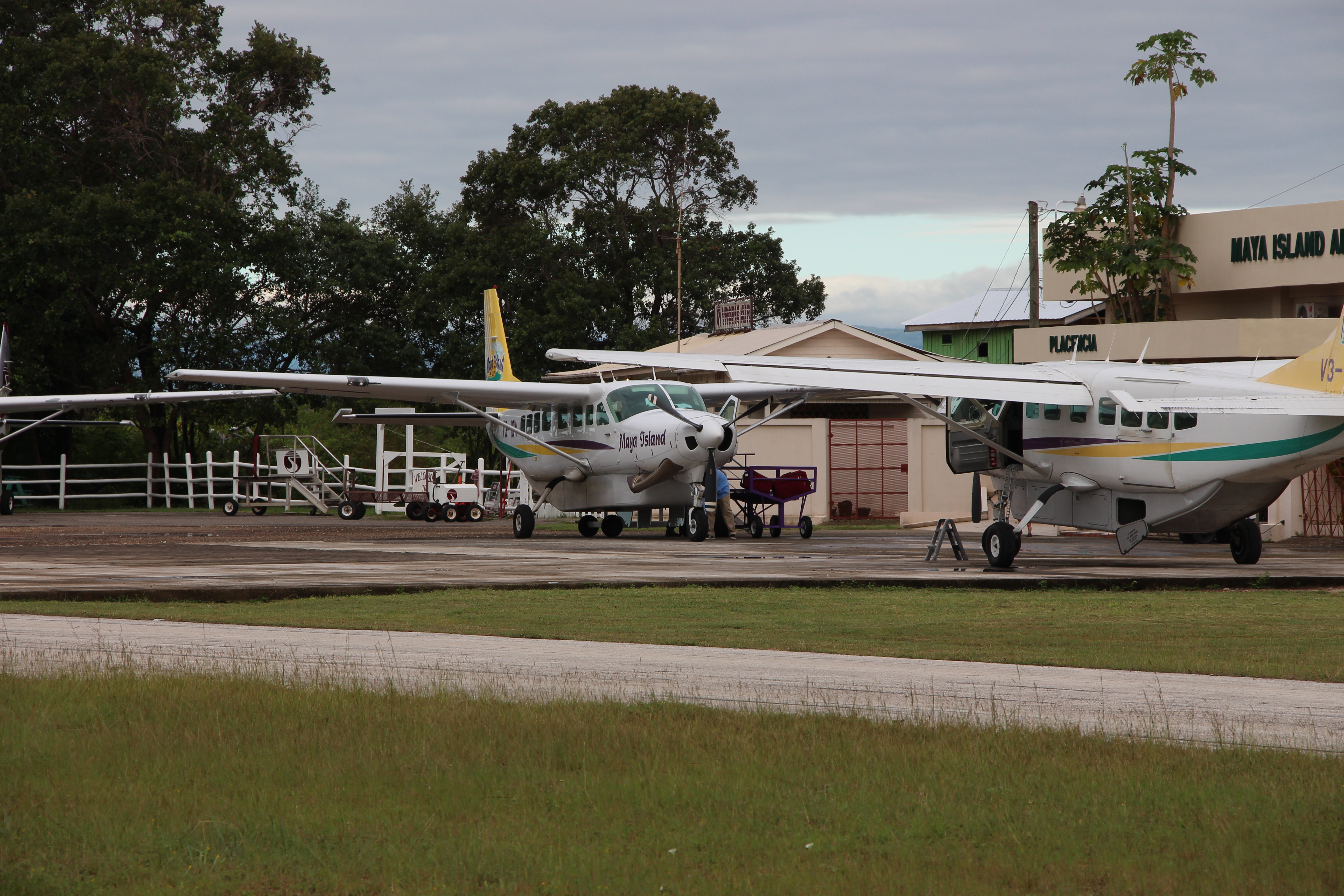

El Aeropuerto de Dangriga (Código IATA: DGA - Código OACI: MZPB) es un pequeño campo de aviación ubicado al norte de la ciudad de Dangriga en el distrito de Stann Creek, Belice. Cuenta con una pista de aterrizaje de 637 metros de largo y 9 metros de ancho, además de plataforma de aviación y edificio terminal. En el aeropuerto operan las aerolíneas Tropic Air y Maya Island Air

## Aerolíneas y destinos
Lista de aerolíneas y destinos:
| Aerolíneas      | Destinos                                                                                |
| --------------- | --------------------------------------------------------------------------------------- |
| Maya Island Air | Ciudad de Belice (internacional), Ciudad de Belice (municipal), Placencia, Silver Creek |
| Tropic Air      | Ciudad de Belice (internacional), Ciudad de Belice (municipal), Placencia               |